# Малышев, Николай Александрович (шашист)
Николай Александрович Малышев (07.05.1986, Москва) — российский шашист. Бронзовый призер командного чемпионата России по международным шашкам в составе сборной Москвы (2007). Мастер спорта России. Мастер ФМЖД. Входил в молодежную сборную России.
FMJD-Id: 11695.
Тренер — Сергей Горбачёв.
В 10 лет начал заниматься шашками (Детский Черкизовский парк). В 13 лет стал мастером спорта, в 14 — мастер ФМЖД. Выиграл первенство мира по русским шашкам среди младших кадетов (мальчиков 13 лет и младше)(2001), серебро Первенства Европы по международным шашкам среди юношей до 16 лет (2004) бронзу Первенства Европы по международным шашкам среди юношей до 14 лет.